# Хронология на българските женски движения в периода от 1878 г. до 1944 г.
| Дата          | Събитие |
| ------------- | --- |
| 1792          | Мери Уолстънкрафт публикува „Защита на правата на жените“ (A Vindication of the Rights of Women), където представя фундаменталните идеи на модерния феминизъм. Критикувана е практиката на лишаване на жените от възможността за образование, от право на труд, от политически права, както и домашното насилие. Осъжда се финансовата зависимост на жените от мъжете в брака, която се окачествява като „узаконена проституция“. Идеите ѝ предхождат разпространението на либералния феминизъм, настояващ за равни права и на утопичния (социалистически) феминизъм. |
| 1848 – 1869   | Провеждат се 18 конвенции за правата на жените в САЩ с участието на британски и европейски представителки |
| 1848          | Конвенция за правата на жените в Сенека Фолз, Ню Йорк: първа организирана манифестация на феминизма в САЩ, организирана от Лукреция К. Мот и Елизабет Кеди Стантън. Участниците в конференцията не подкрепят резолюцията за избирателното право, внесена от американския аболюционист и суфражист Фредерик Дъглас, което е показателно за вътрешните разногласия между аболиционистите и активистите за женски права по въпросите на пола и расовите различия. |
| 1850 – 1860   | Период на създаване на първите български женски благотворителни и образователни организации с демократична структура, отворени към всички жени, независимо от тяхната религия, етнос, образование и социална принадлежност. До 1878 г. женските дружества наброяват 61, от които 46 са в българските земи, 7 – в българските емигрантски колонии в чужбина, както и 8 девически дружества. Основните им цели са подпомагане на девическото образование и подкрепа на публикации върху женски проблеми, както и благотворителни и филантропични акции. Откриват се женски читални, организират се публични лекции и театрални постановки. |
| 1872          | Първа поява на понятието „феминизъм“ във Франция |
| 1873          | Гръцки превод на „феминист“ – „гинофил“. Гръцки активистки като Калирое Парен предлагат по-общо тълкувание на понятието за феминизъм, като се опитват да го включат в националната културна и етническа идентичност на Гърция и го противопоставят на западноевропейските му конотации. Според Ангелика Псара смисълът, вложен във „феминизъм“ се отнася по-скоро до позитивните мерки, предприети от мъжете политици, реализиращи идеята за женски права. Тя уточнява, че собствените искания на жените в Гърция са били изразявани с термина „еманципация“. |
| 1873          | Българските жени организират в Цариград съвместна изложба на занаятчийски стоки, произведени от жени. Идеята идва от асоциацията Благодетелно братство „Просвещение“ в османската столица и е осъществена с участието на 14 женски дружества. |
| 1878          | След Освобождението активистките насочват действията си към достъпа до различни професии, равенство пред законите, избирателното право. Застъпен е „двуполовия модел“ който разграничава социалните роли на половете „по природа“, което за жените определя домашната сфера. |
| 1880          | Създава се Международният съвет на жените (International Council of Women, ICW), във Вашингтон. Лейди Абърдийн е негова дългогодишна председателка. България членува в него от 1908 г. Приоритетите на Съвета са да премахването на всякаква дискриминация по отношение на жените, расовите предразсъци и класи. Съветът се интересува главно от избирателните права на жените и от мирните въпроси. |
| 1883          | Създаване на Световния женски християнски въздържателен съюз |
| 1889          | Френски и международен конгрес на правата на жените, Париж |
| 1890 – 1900   | Основните искания на българските женски дружества са за изравняване на учебните програми на девическите и мъжките средни училища. |
| 1893 – 1898   | Понятието „феминизъм“ се среща в публикации на [Теодора Ноева] в „Женски свят“. Стоян Михайловски остро критикува феминизма в „Нашите писачи и газетари“ (1893) |
| 1893 – 1898   | Правата на жените се дискутират на страниците на списанието „Женский свят“ с редакторка Теодора Ноева. Това е първото модерно национално женско списание, целящо „гражданско“ и „патриотично“ възпитание на българските жени в духа на национализма и християнските ценности и формирането им като отговорни майки, съпруги и гражданки. |
| 1893          | Световен конгрес на жените представителки, свикан от Международния съвет на жените по време на Световното изложение в Чикаго |
| 1894 – 1895   | Период, в който според Карен Офън понятията „феминизъм“ и „феминистка“ достигат от континентална Европа във Великобритания. Още преди 1900 те се появяват в белгийски, френски, испански, италиански, немски, гръцки и руски публикации. Приблизително по същото време това понятие се използва и в България. |
| 1897          | Приет е закон, който изравнява средното образование на момичетата и момчетата по брой на класовете (фиксирайки го на седем класа след четиригодишното начално образование) |
| 1898          | Първа конференция на Световната асоциация на младите християнски жени, Лондон |
| 1901          | Допускат се жени до софийското Висше училище. Създава се Българският женски съюз – първата обща женска организация с председателка Анна Карима (1871 – 1949). Негови цели са да работи за „умствено и нравствено повдигане на жената и подобрението нейното положение във всяко отношение“. Появата му е опосредствана от образователните ограничения в края на 90-те години на 19 век и обединява 27 местни женски организации. Издава вестник „Женски глас“. С течение на времето се оформят две групи – „буржоазна“ и социалистическа, като през 1903 г. социалистките напускат БЖС, недоволни от гласуваната резолюция за надкласовия характер на организацията. През 1927 г. БЖС обединява 60 местни дружества с повече от 7000 членки с различна политическа ориентация и социологически профил – домакини, учителки и чиновнички. В началото на 40-те години на 20 век БЖС обединява 170 женски дружества с повече от 14 000 членки от Обединена България. |
| 1902          | Суфражистките във Вашингтон вземат решение да създадат Международния съюз за женско избирателно право, тъй като избирателните права на жените вече не са приоритет на консервативния Международен съвет на жените. Допускат се първите жени студентки по право във Висшето училище в София. До 1944 г. те не получават възможност да работят в адвокатурата и съда. Международна конференция за избирателни права на жените, Вашингтон. |
| 1903          | Социалистките излизат от БЖС недоволни от неговия „надкласов“ и „надпартиен“ характер |
| 1904          | Създава се Международен съюз за женско избирателно право (International Woman Suffrage Alliance) в Берлин. Съюзът оказва влияние на политическото мобилизиране на жените в световен план и интернационализирането на идеите на суфражизма. През 20-те години на 20 век след извоюването на изибрателните права на жените в повечето западноевропейски страни, Съюзът се преименува на Международен алианс за избирателно право и равно гражданство и равно гражданство на жените (International Alliance of Women for Suffrage and Equal Citizenship). Българското женско движение става част от Международния съюз за женско избирателно право през 1908 г. |
| 1905          | Вела Благоева създава първата образователна социалдемократическа група на работнички в София, а през август същата година организира първата конференция на социалистките |
| 1906          | Жени Божилова-Патева публикува материал, в който прави преоценка на противоречията в БЖС и призовава за яснота на позициите и еманципаторските задачи с оглед на характера на женските дружества – участници в Съюза – просветителни, благотворителни, професионални. Пети конгрес на БЖС, на който се избира ново ръководство и се стига до разцепление. Според Димитрана Иванова то спомага за солидизиране и изясняване на дейността на съюза. |
| 1907          | Клара Цеткин създава Женски социалистически интернационал, чиято задача е да се бори за избирателните права, равно заплащане за равен труд и помощи за майчинство. Според Цеткин жеите не могат да се еманципират без социализъм, както и социализмът не може да съществува без подкрепата на работещите жени. |
| 1907          | Университетска криза, през която се преустановява присъствието на жените във Висшето училище в София |
| 1907          | Вторият интернационал обявява искането за равно неограничено избирателно право на възрастните мъже и жени. |
| 1907          | Създава се Женския социалистически интернационал |
| 1907          | Първа международна конференция на жените социалистки, Щутгарт (по-късно Международен комитет на жените социалистки през 1926, тогава Международен съвет на жените-социалдемократи през 1955 и Социалистически интернационални жени през 1978) |
| 1908          | Анна Карима започва да издава в. „Равноправие“ и полага основите на Съюза на напредничавите жени, преименуван по-късно на Съюз „Равноправие“ |
| 1908          | Българското женско движение (първо от балканските страни) излиза на международната сцена, благодарение на участието на Жени Божилова-Патева и Ир. Сокерова в конгресите на Международния алианс на жените в Амстердам и на Международния женски съвет в Женева. |
| 1909          | На осмия конгрес на БЖС се подчертава феминисткия характер на съюза: „една феминистична организация с главна цел равноправието на българката, а по състава си той е една надкласова и надпартийна организация“ |
| 1910          | Световен конгрес на жените социалистки, Копенхаген. Гласува резолюция за определяне на 8 март за Международен ден на жената |
| 1910          | Мари Шовен полага клетва като първата жена адвокат във Франция, след приемането на закона Вивиани през 1899. Тя организира в Париж курс за подготовка на бъдещи адвокатки. След нея още пет адвокатки успяват да привлекат вниманието на обществото върху проблемите на жените професионалисти в цяла Франция. До декември 1925 г. във Франция има вече 150 жени адвокатки, като през 30-те броят им нараства неколкократно. |
| 1910          | Еврейска международна конференция за спиране на трафика на момичета и жени, Лондон, от Еврейската асоциация за защита на момичетата и жените |
| 1911          | Десетият конгрес на БЖС, проведен в Плевен, избира специална комисия, която да се произнесе по въпроса за избирателните права на жените в България. Съдиите в България се произнасят против интересите на женския пол, като се позовават на ситуацията в другите „напреднали държави“, на не на Търновската конституция, в която не се казва изрично, че жените не се ползват с политически права. |
| 1912          | Основаване на Международния съвет на еврейските жени |
| 1912          | Първи конгрес на Мъжкия международен алианс за избирателни права на жените, Лондон |
| 1914          | Вела Благоева председателства Първата конференция на женските социалистически клубове в България |
| 1915          | Международен конгрес на жените за траен мир, Хага |
| 1918          | Основан е българският клон на Международния женски комитет за траен мир. От 1926 клонът носи името „Българска секция за мир и свобода“. Бюрото на българската секция в периода между двете световни войни се оглавява от Лидия Шишманова (1866 – 1937), Василка Кертева (1894 – 1967) и Екатерина Каравелова (1860 – 1947). |
| 1919          | В Цюрих е основана Международната женска лига за мир и свобода (Women’s International League for Peace and Freedom). |
| 1919          | Създадена е Международната организация на университетските жени International Federation of University Women в Лондон |
| 1919          | Българското женско движение се включва в Международната женска лига за мир и свобода. Българската секция на Лигата е ръководена от Екатерина Каравелова (1860 – 1947), Лидия Шишманова (1866 – 1937) и Василка Кертева (1894 – 1967). Те участват в конгресите (Вашингтон, Дъблин, Прага и др.), посещават летните школи, организирани от Лигата и посрещат представителки на световната организация в България. |
| 1919          | Конференция на жените-комунистки. Издават се вестниците „Равенство“ (1919 – 1923) и „Работничка“. |
| 1919, май     | Лидия Шишманова участва в работата на Международния женски конгрес за траен мир. Тя представя миролюбивата позиция на българската жена и очертава заслугите на жените за оцеляването на страната през годините на войната. |
| 1919          | Основаване на Лигата на нациите и Международната трудова организация |
| 1919          | Първи международен конгрес на работещите жени, Вашингтон |
| 1920          | Четиринадесетият конгрес на БЖС е замислен като феминистка манифестация на искането на „съюзената българка за равни изборни права“. Съюзът призовава политическите партии да участват в публичните събрания, които БЖС организира. Дискутира се въпросът за трудовата повинност и професионалното образование на жените |
| 1920          | Лидия Шишманова взема участие в митинг, организиран от Международната женска лига за мир и свобода в Женева, на който заявява, че ако българските жени са имали право на глас по време на Първата световна война, никакъв натиск отвън или отвътре не би било в състояние да „вмъкне страната ни в тази война“. |
| 1920          | Димитрана Иванова подготвя текст, с който участва в конгреса на Международния съвет на жените, проведен в Християния, Норвегия. Измежду важните въпроси, дискутирани в доклада, са избирането на жени за делегатки на новооснованото Общество на народите, предложение девойките от горните класове на средните училища да изучават гражданско учение и законите, които засягат жените и децата и гражданството на омъжените жени. |
| 1920          | Конгрес на Международния съвет на жените в Християния, Норвегия. Предложение за създаването на международно бюро за обществена хигиена, в което да участват мъже и жени; осъжда се търговията с жени и изисква от националните секции да настояват пред своите правителства да премахнат регулацията на проституцията и да забранят отварянето на публични домове. Също така се предлага да се дадат същите права на незаконородените деца, каквито притежават и законородените. Централизира се дейността и ръководството на женските организации по света. |
| 1920          | Основаване на Международната женска ционистка организация |
| 1920 – 21     | Българските законодатели прокарват нови дискримнационни мерки към жените: намален е броят на девическите гимназии (на всеки два окръга остава по една девическа гимназия), ограничен е броят на студентките в Юридическия факултет на Университета и броят на учителките; допуска се изместването на чиновничките от техните работни места, за да освободят място на мъжете. |
| 1921          | Петнадесетият конгрес на БЖС трансформира целта му в постигане на пълни граждански и политически права за жените |
| 1921          | Създава се Женският социалдемократически съюз с цел „да работи за гражданското и политическото образование на трудещите се жени“. Той се противопоставя на „комунистическия женски съюз“ и на „буржоазния женски съюз“. Издава се вестник „Благоденствие“ (1921 – 1924), последван от в. „Недоволната“ (1931 – 1934) |
| 1921          | Първа световна конференция на Международната женска ционистка организация в Карлсбад |
| 1922          | Шестнадесетият конгрес на БЖС отново отправя искане за пълни политически права за всички български жени при условия, еднакви с гарантираните политически права за българските граждани от мъжки пол. Взема се решение чрез агитаторки в селата да се организират неутрални женски дружества в отговор на обвиненията, че феминистките дружества защитават интересите само на жените от средната класа. |
| 1922          | Извънредна мирна конференция на Международната женска лига за мир и свобода |
| 1922          | Панамериканска конвенция на Националната лига на жените гласоподавателки в Балтимор, 1922, която има принос за по-късното основаване на Интерамериканската комисия на жените |
| 1923          | Представителки на България участват в създаването на Малка женска антанта (Little Entente of Women), в която се включват само представителки на страни победителки в Първата световна война. Присъствието на българки в организацията е знак за желанието им да действат независимо от политическите задачи на националната държава. Димитрана Иванова, обаче, вижда в създаването на антантата желание от страна на Франция ораганизацията да се превърне в оръдие срещу Русия и победените държави от съюза на Централните сили и внушава, че е необходимо да се участва в съюз на славянските държави. През 1923 след дебати по въпроса за положението на българските малцинства в Югославия, Гърция и Румъния на Букурещкия конгрес България е изключена от Малката антанта, което според Иванова е загърбване на „великата цел на пацифизма“. |
| 1923          | Трети и последен международен конгрес на работещите жени |
| 1923          | Световен конгрес на жените еврейки |
| 1924          | В София и Пловдив се основават групи на Международната женска ционистка организация. До 1939 г. под ръководството на Регина Силберщайн организацията обхваща 25 български градове с приблизително 2100 членки. Основните дейности са изнасяне на лекции, създаване на библиотеки, интензивна пропаганда, изучаване на иврит, превод на български език на материали изпратени от лондонското и палестинското ръководство на МЖЦО, а от 1930 г. – издаване на собствено списание на организацията, достигащо и до най-отдалечените райони. След 1933 г. при преминаването през България на деца от Германия в посока Палестина организацията полага грижи за тях и осигурява пътуването им по море. |
| 1924 (29 май) | Създава се Дружеството на българките с висше образование (по-късно преименувано на Българска асоциация на университетските жени). То цели да сближи образованите жени и да ги насърчава едновременно към научна и обществена дейност. На следващата година то става член на Международната федерация на университетските жени. Така България става 21-ва по ред на присъединяване към Федерацията, първа от балканските страни и втора след Чехословакия сред славянските страни. ДБВО обединява неколкостотин жени и подпомага не само университетските преподавателки, но и всички жени дискриминирани заради пола си при постъпване на работа. |
| 1924          | Екатерина Каравелова е българска делегатка на четвъртия конгрес на Международната женска лига за мир и свобода във Вашингтон и участва в лятната школа на организацията в Чикаго. |
| 1924          | Конференция на Международния съвет на жените за предотвратяване на причините за войната на Изложението на Британската империя, Уембли, Лондон |
| 1925          | От тази година Екатерина Каравелова е явната лидерка на българската секция на Международната женска лига за мир и свобода и поддържа тесни връзки с централата на организацията, участвайки лично в конгресите на лигата. |
| 1926          | Създава се Българският женски съюз „Любов към Родината“ – част от фашисткия Съюз „Българска родна защита“ |
| 1926          | Двадесетият конгрес на БЖС утвърждава организационни промени, избира се за ръководител Димитрана Иванова, която остава начело до ликвидирането му от комунистите през 1944 г. |
| 1928          | Основана е Секцията на художничките към ДБВО |
| 1928          | Основана е Секцията на правничките към ДБВО като част от Международната федерация на жените магистратки и адвокатки |
| 1928          | Първа Пан-тихоокеанска женска конференция, Хонолулу |
| 1928          | Създава се Интерамериканска комисия на жените, оторизирана на Шестата международна конференция на американските държави, Хавана |
| 1929          | Първа международна конференция на селските жени, Лондон |
| 1929          | Основаване на Интернационал „Открити врати“ за икономическата еманципация на жените работнички и Първа конференция в Берлин |
| 1930          | Българската секция е домакин на лятната школа на Международната женска лига за мир и свобода |
| 1930          | Първа конференция на Интерамериканската комисия на жените, Хавана |
| 1931          | Първа конференция на Международната федерация на професионалните и бизнес жени (по-късно Интернационал на бизнес и професионалните жени) |
| 1931          | Първа конференция на жените от Азия, Лахор, Индия |
| 1932          | Създава се Висшата социална школа, която от 1936 г. е призната за полувисше учебно заведение. Сформира се Комитет за подпомагане на майките-родилки и технните новородени деца, който помага годишно на над 200 нуждаещи се родилки от София и на българо-мохамеданки от Златоградско. |
| 1933          | По време на третото си общо събрание българската секция на Международната женска лига за мир и свобода инициира комитет за защита на евреите в Германия. |
| 1933          | Основаване на Асоциираните провинциални жени по света, Стокхолм |
| 1934          | Наредба-закон за обществено подпомагане, която реорганизира частната благотворителност като я прави част от държавната социална политика. Основава се Фонд за обществено подпомагане, Висш съвет за обществено подпомагане и се изготвя държавен план. |
| 1934          | Официално е регистриран Добруджанският женски съюз с председател Дора Габе. Свиква свои конференции от 1929 и 1933. Основните му цели са да разрешава проблеми, свързани с дома, децата и семейството, да осигурява подкрепа на бедни добруджански семейства и да популяризира културно-просветните инициативи на добруджанци. |
| 1934          | Парагвай, Еквадор и Куба подписват Договора за равни права на Седмата международна конференция на американските държави, Монтевидео |
| 1935          | Атомната физичка Елисавета Карамихайлова (1897 – 1968) печели стипендия за работа в лабораторията на Ръдърфорд в Кеймбридж, което окуражава Вера Златарева (1905 – 1977), първата жена доктор по право на СУ, да участва в конкурс за стипендия по криминална социология. |
| 1935          | Лидерката на БЖС Димитрана Иванова е избрана в борда на Международния алианс на жените на конгреса му в Истанбул. Преизбрана е през 1937. |
| 1936          | Конгрес за световен мир, Брюксел |
| 1937          | Майките от законен брак получават правото да гласуват в местните избори |
| 1938          | Всички жени над 21 години, които принадлежат към категориите „омъжени, разведени, или вдовици“ са допуснати до участие в парламентарните избори (но не и неомъжените възрастни жени) |
| 1938          | Създадена е българската секция на Международната федерация на приятелките на българските момичета (осн. През 1877 г. от Жозефина Бътлър). Предлага се да се въведе и женска полиция, която да поеме отговорност за децата и младежите извън дома. В края на 30-те секцията успява да издейства да бъде назначено постоянно лице, което да посреща и упътва на софийската гара момичета, които пристигат сами в София. |
| 1941          | БЖС обединява вече около 170 женски дружества с повече от 14 000 членки от „обединена България“ |
| 1940 – 1944   | Въведени са Нуренбергските закони и съществуването на МЖЦО официално е прекратено. Организацията тайно подкрепя групи бежанци и създава кухни, които да допълнят хранителните порциони, отпускани от властите. На 10 март 1943 г. голям брой евреи са изпратени в Полша, което поставя еврейската общност под постоянна заплаха от депортиране. По същото време организацията поема грижата за оцелелите 60 момчета от затворените в български трудови лагери 1400 евреи от Тракия и Македония. През 1944 г. всички евреи са преселени в гета във вътрешността на страната. През септември със смяната на властта всички анти-еврейски закони за отменени. Дейността на организацията е възстановена първо в Пловдив, като скоро в цялата страна се образуват 27 групи с над 3000 членки в цялата страна. |